# Projektový cyklus
Projektový cyklus je pojem z oblasti řízení projektů, znamenající život projektu od jeho vzniku až po uzavření, tzn. celý proces od promyšlení projektového záměru, nalezení vhodného zdroje financování, zpracování žádosti, předložení žádosti k posouzení, uskutečnění projektu, administrace až po vyhodnocení projektu.